# Couvent Sainte-Claire de Gandia
Pour les articles homonymes, voir Couvent Sainte-Claire.
Le Couvent de Sainte Claire se trouve à Gandia, (province de Valence), Espagne. C'est le couvent d'un cloître fondé XVe siècle et occupé par des religieuses de l'Ordre des clarisses. Son style de construction est gothique valencien.
Il est situé dans le centre de Gandia et à quelques mètres de la Collégiale Sainte-Marie de Gandia, à la place de María Enríquez de Luna.

## Histoire
Il a été fondé en 1431 par Violante d'Aragon, fille de Alfonso de Aragón y Foix, Royal duc de Gandia. L'église gothique et un retable de Paolo da San Leocadio sont notables.